# Korbleger

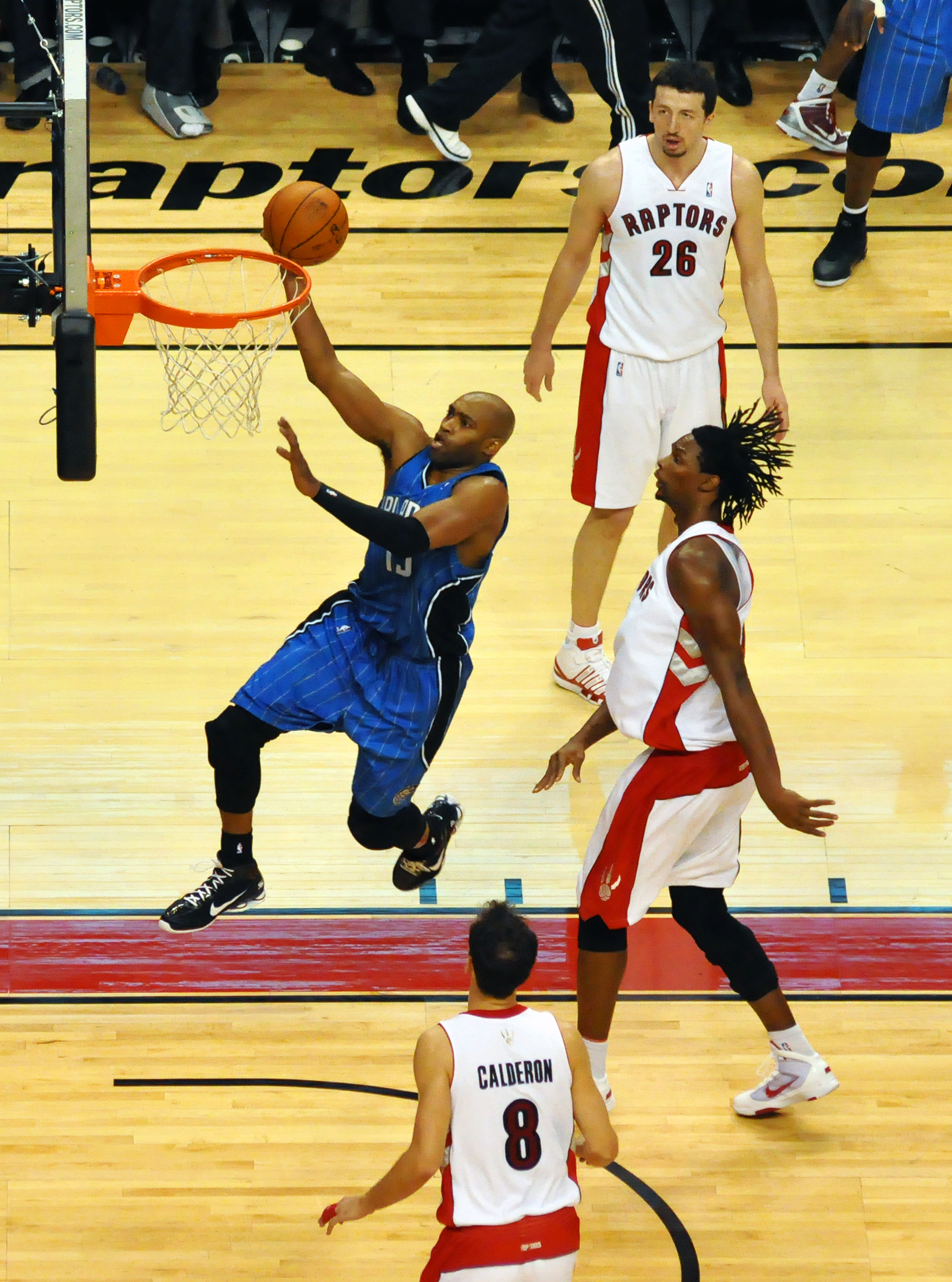
Vince Carter beim Korbleger

Der Korbleger (englisch layup) ist eine Wurftechnik in der Sportart Basketball.
Dabei wird der Ball (in der Regel aus dem Lauf) mit einer Hand direkt in den Korb oder ans Brett gelegt. Zum Korbleger gehört eine spezielle Abfolge von Schritten. Bei einem Korbleger von der rechten Seite wird mit dem linken Bein abgesprungen; die beiden Kontakte mit dem Ball in der Hand sind demnach rechter Fuß – linker Fuß. Der eigentliche Korbleger wird mit der rechten Hand ausgeführt. Bei einem Korbleger von der linken Seite wird mit dem rechten Bein abgesprungen und der Korbleger mit der linken Hand abgeschlossen.
Der Korbleger ist eine der effizientesten Wurftechniken und bildet daher generell den Abschluss von Spielzügen und Fastbreaks. Allerdings versucht die gegnerische Verteidigung üblicherweise einen leichten Korbleger (in erster Linie dabei das Ziehen zum Korb) zu verhindern; die nach FIBA-Regeln erlaubte Zonenverteidigung ermöglicht dies besonders einfach. Ebenso läuft ein unvorsichtiger Spieler Gefahr, beim Korbleger von einem Gegenspieler geblockt zu werden. Korbleger sind neben dem Standwurf die älteste Wurftechnik im Basketball.

## Variationen
Overarm-/Overhand-KorblegerDer „Overhand“-Korbleger (deutsch umgangssprachlich auch „Druckwurfkorbleger“) ist die ursprüngliche und für Anfänger am einfachsten zu erlernende Version des Korblegers. Die eigentliche Wurfbewegung ähnelt stark der Bewegung des Sprungwurfes. Man wirft bzw. legt den Ball jeweils einhändig durch Abklappen des Handgelenks in den Korb. In fast allen Fällen wird hierbei das Brett benutzt.
Unterarmkorbleger / finger rollDer „Unterarmkorbleger“ (englisch finger roll) wird benutzt, wenn man versucht, den Korbleger aus weiterer Entfernung zu vollführen. Die Schritte des Unterarmkorblegers sind genau so wie der normale Korbleger, nur beim Führen des Balles zum Korb ist der ganze Arm ausgestreckt, die Hand ist unter dem Ball. Beim Werfen lässt man das Handgelenk nach oben schnappen. Dabei wird der Ball über die Fingerspitzen gerollt und bekommt somit eine hohe Flugkurve.
George Gervin, Julius Erving und Clyde Drexler zählen zu den Pionieren dieser Technik.
Power moveDer „power move“ (engl.) ist eine Art des Korblegers, bei der man beidbeinig zum Wurf abspringt. Der Wurf wird wie der Overhand-Korbleger ausgeführt. Er unterscheidet sich nur dadurch vom normalen Overhand-Korbleger, dass man beidbeinig und mit dem Körper parallel zum Brett abspringt.
Up-and-underZu den schwierigeren Varianten des Korblegers gehört der „Up-and-under“-Korbleger. Er besteht aus zwei Bewegungen, nämlich der Täuschung und dem eigentlichen Wurfversuch. Man beginnt mit einem Sprung am Gegner vorbei, wobei man den Korbleger in der Luft zunächst nur vortäuscht, um den Gegner zu passieren, und führt danach den eigentlichen Wurf erst kurz vor der Landung aus.

Beispielbilder
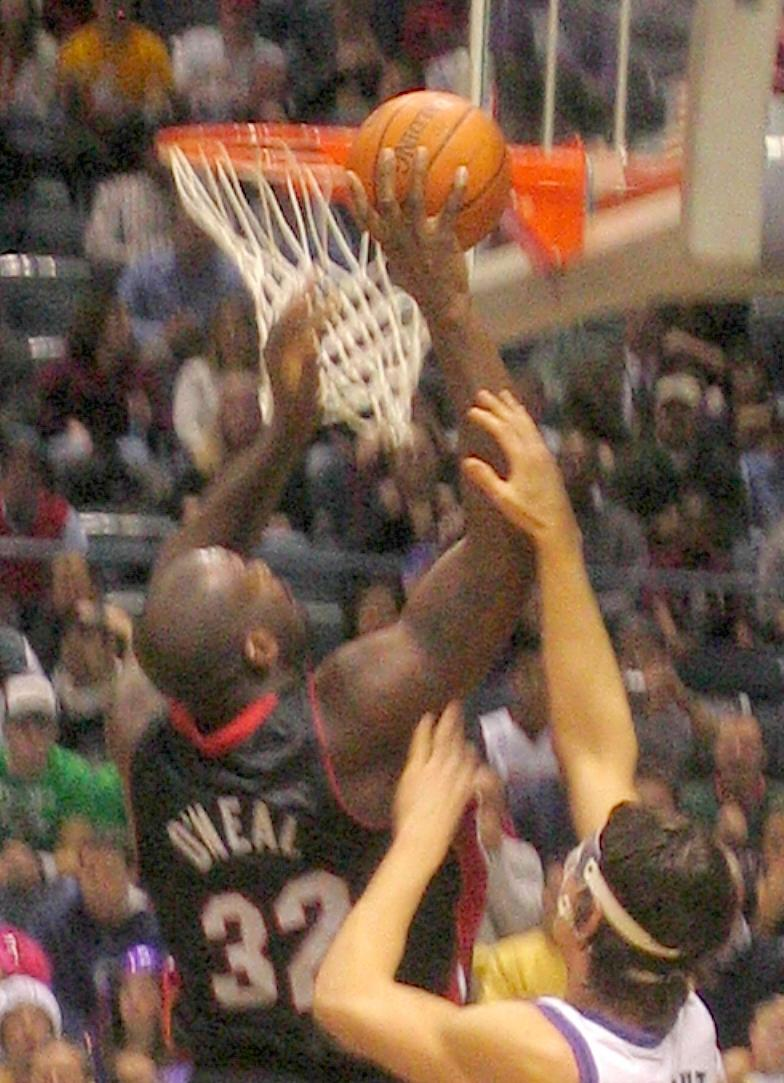
Shaquille O’Neal bei einem Overhand-Korbleger
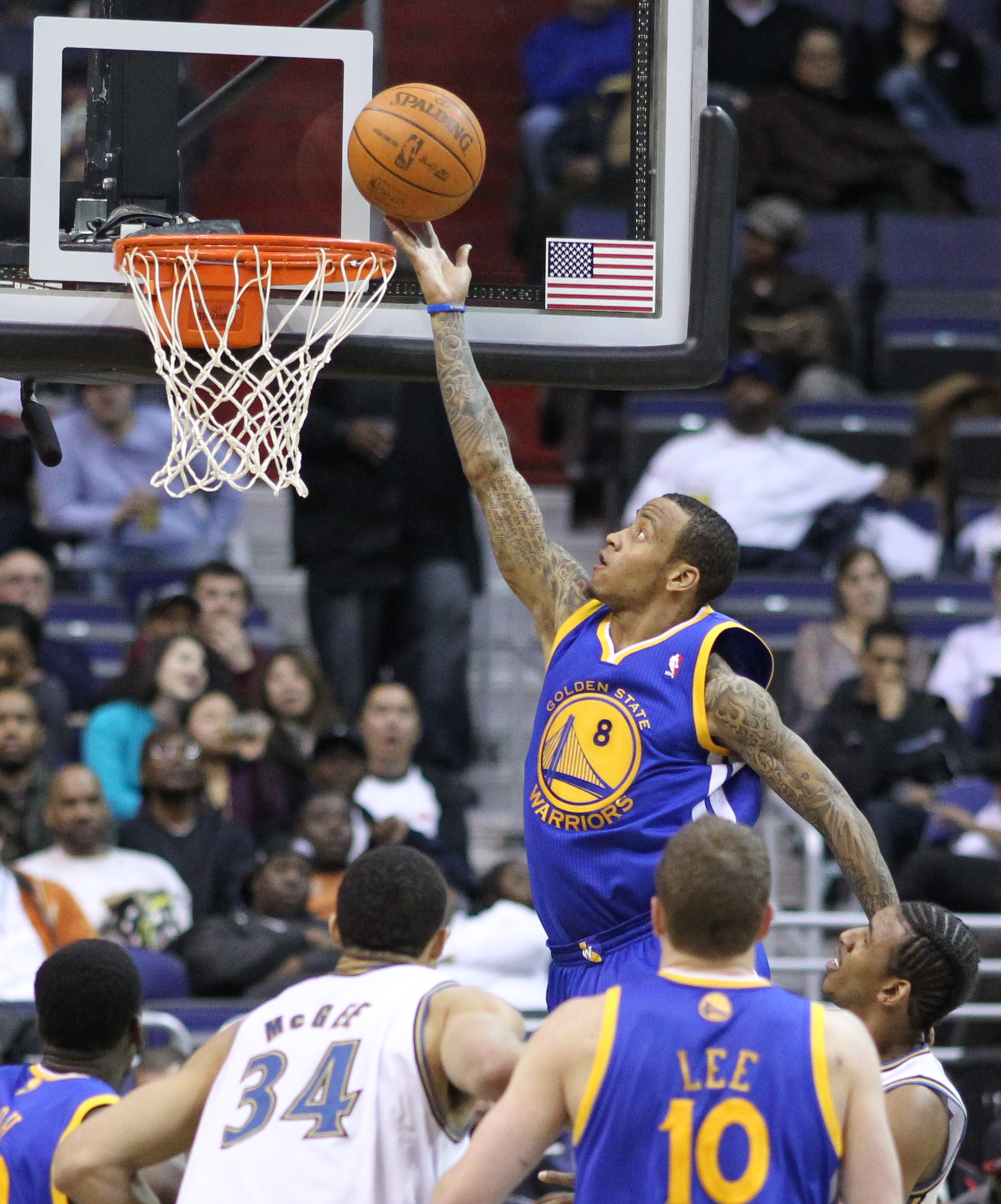
Monta Ellis bei einem Unterarmkorbleger
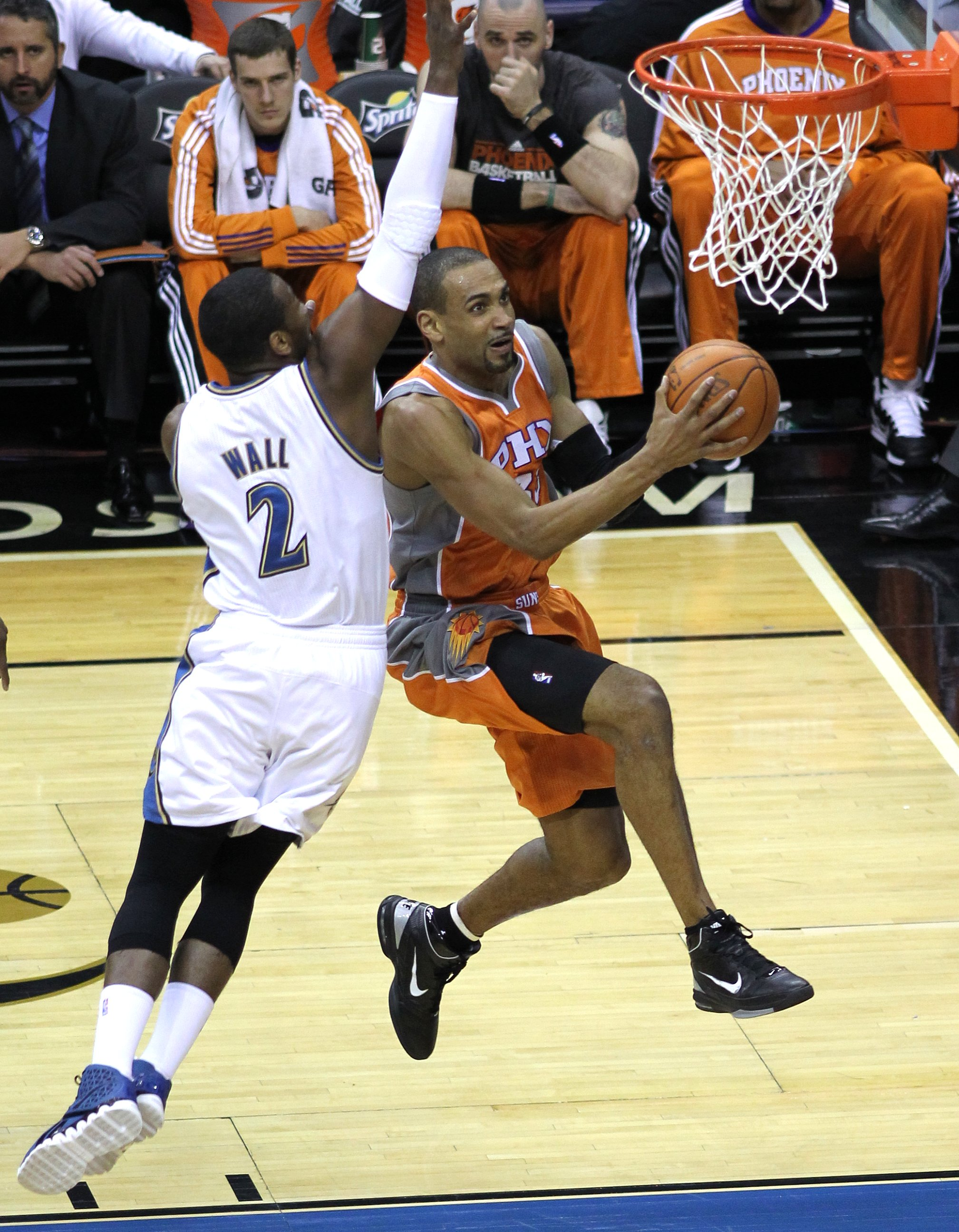
Grant Hill bei einem Up-and-under